# Edin Terzić
Edin Terzić (* 30. Oktober 1982 in Menden (Sauerland)) ist ein ehemaliger deutsch-kroatischer Fußballspieler und heutiger Fußballtrainer sowie -funktionär. Nach seiner Spielerkarriere im Amateurbereich wurde er Trainer im Nachwuchsleistungszentrum von Borussia Dortmund. Nach Stationen als Co-Trainer von Slaven Bilić bei Beşiktaş Istanbul und West Ham United kehrte Terzić im Sommer 2018 zum BVB zurück und wurde bei der Profimannschaft Assistent von Lucien Favre. Nach dessen Entlassung im Dezember 2020 betreute Terzić die Mannschaft bis zum Ende der Saison 2020/21 und gewann mit ihr den DFB-Pokal. Nach einem Jahr als Technischer Direktor wurde er zur Saison 2022/23 erneut BVB-Cheftrainer. Im Juni 2024 verließ Terzić den BVB auf eigenen Wunsch.

## Persönliches
Terzićs Vater Ibrišim Terzić (1949–2022) war Bosnier, seine Mutter ist Kroatin. Die Familie zog vor der Geburt ihrer Söhne Alen (* 1980) und Edin aus dem damaligen Jugoslawien nach Deutschland. An der Ruhr-Universität Bochum studierte Terzić Sportwissenschaften. Mit einem weiteren späteren Fußballtrainer, Hannes Wolf, bildete er eine Lerngruppe, beide spielten auch für die Fußballmannschaft der Ruhr-Universität. Während seines Studiums lernte Terzić seine spätere Ehefrau kennen, die er im August 2013 im Schloss Nordkirchen heiratete. Das Paar hat zwei Töchter.
Edin Terzićs älterer Bruder Alen arbeitet ebenfalls für Borussia Dortmund; bislang war er für den Verein als Scout, Gegneranalyst und Trainer der U23 tätig.

## Laufbahn als Spieler
Während seiner aktiven Karriere absolvierte Terzić 188 Partien in der Ober- sowie in der Regionalliga für die SF Oestrich-Iserlohn, für Westfalia Herne, für die SG Wattenscheid 09 sowie für den BV Cloppenburg. Dabei gelangen ihm, der überwiegend als Stürmer spielte, 23 Tore. Sein letzter Verein als Aktiver war Borussia Dröschede.

## Karriere als Trainer und Funktionär

### Anfänge als Scout und Co-Trainer
Bereits während seiner Laufbahn als Spieler war Terzić bei Borussia Dortmund als Jugendtrainer sowie unter Sven Mislintat als Scout aktiv. In seiner Zeit als Spielerbeobachter wurden unter anderem Robert Lewandowski, Łukasz Piszczek, Shinji Kagawa, İlkay Gündoğan, Ivan Perišić, Marco Reus und Nuri Şahin für die erste Mannschaft verpflichtet. Ab der Saison 2010/11 war Terzić bei den A-Junioren Co-Trainer seines ehemaligen Kommilitonen Hannes Wolf. Wolf und Terzić betreuten die Mannschaft bis Ende Februar 2011 in der A-Junioren-Bundesliga, ehe sie bis zum Saisonende die zweite Mannschaft in der viertklassigen Regionalliga West übernahmen. Ab der Saison 2011/12 verantworteten Wolf und Terzić die Dortmunder B-Junioren-Bundesligamannschaft.
Nach zwei Jahren bei der U17 trennten sich die Wege der beiden, da Terzić ab der Saison 2013/14 als Coach der vereinseigenen U16 vorgesehen war. Er wechselte allerdings bereits Mitte Juli 2013 in die türkische Süper Lig zu Beşiktaş Istanbul, um Co-Trainer von Slaven Bilić zu werden. Das Gespann, das sich bereits während Terzić Zeit als Spielerbeobachter kennengelernt hatte, wurde mit dem Team zweimal Dritter in der Liga und erreichte 2015 das Achtelfinale der Europa League.
Zur Saison 2015/16 folgte Terzić seinem Kollegen Bilić in die englische Premier League zu West Ham United. Die Londoner lieferten durchwachsene Saisonleistungen ab, im Herbst 2017 rutschte das Team auf einen Abstiegsplatz. Sowohl Bilić wie auch sein Co-Trainer mussten anschließend ihren jeweiligen Nachfolgern weichen. Terzić gab später an, während seiner Zeit in England viel von den dortigen Trainern José Mourinho, Pep Guardiola oder Arsène Wenger gelernt zu haben.
Zur Saison 2018/19 kehrte Terzić nach mehrmonatiger Vereinslosigkeit zu Borussia Dortmund zurück und wurde gemeinsam mit Manfred Stefes bei der Profimannschaft Assistent des neuen Cheftrainers Lucien Favre. Unter dem Trainerteam gewann der BVB im Sommer 2019 den DFL-Supercup, wurde zweimal Vizemeister der Bundesliga und spielte stets in der Champions League.

### Cheftrainer von Borussia Dortmund
Am 13. Dezember 2020 übernahm Terzić die Mannschaft nach Favres Freistellung und erhielt einen Vertrag als Trainer bis zum Ende der Saison 2020/21. Das Team stand nach dem 11. Spieltag mit 19 Punkten auf dem 5. Tabellenrang und hatte am Vortag mit 1:5 gegen den Aufsteiger VfB Stuttgart verloren. Mitte Februar 2021 gab der BVB bekannt, Terzić im folgenden Sommer, ungeachtet des letztendlichen Abschneidens der Mannschaft, durch Marco Rose zu ersetzen, der vom Konkurrenten Borussia Mönchengladbach verpflichtet wurde. Geplant war, dass Terzić unter Rose wieder auf die Co-Trainer-Position zurückkehrt.
Unter Terzić schaffte es die Mannschaft, durch die dauerhafte Rückkehr zu einer Viererabwehrkette, ihre Anfälligkeit bei schnellen gegnerischen Kontern zu überwinden. Darüber hinaus konnte Dortmund die Anzahl gewonnener Spiele deutlich verbessern, die Gegentorquote pro Partie verringern, mehr Großchancen verwerten und sowohl die Anzahl der Tore als auch Punkte pro Spiel steigern. Hierfür sorgte Terzić unter anderem mit einem Wechsel von Roman Bürki zu Marwin Hitz auf der Torhüterposition zu Beginn der Rückrunde oder mit dem Einsatz von Mahmoud Dahoud, der unter Favre kaum zum Zug gekommen war, als Ersatz für den verletzten Sechser Axel Witsel. Auch Leistungsträger wie Jadon Sancho oder Kapitän Marco Reus konnten sich unter ihrem neuen Trainer wieder in ihren Leistungen verbessern, schließlich wurde sogar Łukasz Piszczek vor seinem Karriereende im Sommer 2021 auch noch einmal zu einem wichtigen Bestandteil des Teams, nachdem der Neuzugang Thomas Meunier weitestgehend enttäuscht hatte. Die offensiven Jungspieler Youssoufa Moukoko und Ansgar Knauff kamen unter Terzić ebenso zu ihren ersten Liga- und Europapokaleinsätzen wie auch Steffen Tigges, Spielführer und bester Torschütze der U23. In der Bundesliga gelang es dem BVB, einen zwischenzeitlichen Rückstand von sieben Zählern auf Eintracht Frankfurt und Rang 4 – der zur Teilnahme an der Champions League berechtigte – wettzumachen. Nach dem Gewinn des DFB-Pokals gegen RB Leipzig äußerte der BVB-Geschäftsführer Hans-Joachim Watzke, dass Terzić eine „halbtote“ Mannschaft wieder zum Leben erweckt hätte und dieser „den Schlüssel in der Hand“ hielte, wenn dieser aufgrund der geweckten Begehrlichkeiten bei anderen Vereinen etwas anderes machen wollte, als wieder Co-Trainer zu werden. In der Liga erreichte der BVB nach sieben Siegen in Folge noch den 3. Platz.

### Technischer Direktor
Zur Saison 2021/22 hätte Terzić in den Trainerstab seines Nachfolgers Marco Rose rücken sollen. Er verlängerte jedoch seinen Vertrag bis zum 30. Juni 2025 und wurde auf eigenen Wunsch Technischer Direktor, womit er unter Sportdirektor Michael Zorc sowie dem Leiter der Lizenzspielerabteilung, Sebastian Kehl, arbeitete. Terzić war hierbei in die Kaderplanung involviert und diente als Ansprechpartner für Trainer und Spieler aus dem Nachwuchsleistungszentrum. Zudem war er für die Betreuung der verliehenen Spieler zuständig. Terzić bezeichnete sich als „Co-Trainer von Zorc und Kehl“.

### Erneut BVB-Cheftrainer
Zur Saison 2022/23 wurde Terzić wieder Cheftrainer von Borussia Dortmund und unterschrieb einen Vertrag bis zum 30. Juni 2025. Er folgte so auf seinen einstigen Nachfolger Marco Rose, unter dem man zwar Vizemeister geworden, jedoch in Champions League (Vorrunde, 3. Platz) und DFB-Pokal (Achtelfinale) früh ausgeschieden war. Unter Terzić folgte auf eine durchwachsenere Hinrunde mit Platz 5 eine äußerst erfolgreiche Rückrunde, in der man nach Punkten das stärkste Team war. Borussia Dortmund eroberte am vorletzten Spieltag mit zwei Punkten Vorsprung zum dritten Mal in dieser Spielzeit die Tabellenführung. Jedoch spielte Terzićs Team im Saisonfinale gegen den 1. FSV Mainz 05 unentschieden, während der FC Bayern München den 1. FC Köln durch einen Treffer in der 89. Minute mit 2:1 schlug und damit erneut deutscher Meister wurde. Es entschied bei Punktgleichheit die bessere Tordifferenz. In der Gruppenphase der Champions League wurde der BVB hinter Manchester City und vor dem FC Sevilla und dem FC Kopenhagen Zweiter. Durch einen 1:0-Sieg in Dortmund und eine 0:2-Niederlage in London unterlag man dem FC Chelsea im Achtelfinale. Im Viertelfinale des DFB-Pokals verlor Dortmund mit 0:2 gegen den späteren Pokalsieger RB Leipzig.
Die Saison 2023/24 beendete Borussia Dortmund in der Liga auf dem Tabellenplatz 5, im DFB-Pokal schied man im Achtelfinale aus. In der Champions-League gelang der Mannschaft unter Terzić der Einzug ins Finale, was zuvor nur den BVB-Trainern Ottmar Hitzfeld im Jahr 1997 und Jürgen Klopp im Jahr 2013 gelungen war. Das Finale verlor die Mannschaft gegen Real Madrid mit 0:2. Im Juni 2024 verließ Terzić den BVB auf eigenen Wunsch. Ausschlaggebend für seinen Entschluss sei sein Gefühl gewesen, dass es im Zuge der Neuausrichtung der Vereinsführung und des personellen Umbruchs der Profimannschaft einen neuen Trainer brauche.

## Titel als Cheftrainer
- Deutscher Pokalsieger: 2021